# Lagynochthonius daidaiensis
Espèce
Lagynochthonius daidaiensis est une espèce de pseudoscorpions de la famille des Chthoniidae.

## Distribution
Cette espèce est endémique du Yunnan en Chine. Elle se rencontre dans le xian de Qiubei à Shuanglongying dans la grotte Daidai.

## Description
Les femelles mesurent de 1,85 à 2,04 mm.

## Systématique et taxinomie
Cette espèce a été décrite par Hou, Feng et Zhang en 2023.

## Étymologie
Son nom d'espèce, composé de daidai et du suffixe latin -ensis, « qui vit dans, qui habite », lui a été donné en référence au lieu de sa découverte, la grotte Daidai.

## Publication originale
- Hou, Feng & Zhang, 2023 : « Three new species of cave-adapted pseudoscorpions (Pseudoscorpiones, Chthoniidae) from eastern Yunnan, China. » ZooKeys, no 1153, p. 73–95 (texte intégral).